# ザ・データベース
- スーパーロボット大戦W > ザ・データベース
- バンプレストオリジナル > バンプレストオリジナルのキャラクター一覧 > ザ・データベース
- バンプレストオリジナル > バンプレストオリジナルの機動兵器一覧 > ザ・データベース

ザ・データベースはニンテンドーDS用ゲーム『スーパーロボット大戦W』に登場する架空の組織である。知の記録者（ちのきろくしゃ）とも呼ばれる。

## 概要
現在の宇宙ができる前の宇宙に存在した、オメガ星団第13太陽系第5惑星人の「始源文明エス」と呼ばれる文明が遺した自律型機動記憶プラント。宇宙そのものの滅亡に瀕した第5惑星人がブレスフィールド・アーディガンの提言を受けて作り上げた。記録を行う「レコーダー」、レコーダーに批評家として行動の指針を与える「クリティック」、レコーダーの決定を調整する「レギュレイト」の3つの人工知能らによる合議制によって運営され、さらに管理者としてブレスのコピーであるアプリカントがいる。
規模はそれほど巨大ではないが、活動範囲は銀河系全域におよぶ。こちらの宇宙へ現れたのは、『W』開始時よりおよそ1万年ほど昔である。
本来は死と再生を繰り返す宇宙において、宇宙に存在した文明の記録を永遠に留めるために造られたが、長い年月を経る内に擬似人格に感情が芽生え、レコーダーは推論者「インファレンス」を名乗り、知識の独占のために記録が完了した文明を破壊するようになった。3千年前にも一度太陽系を訪れているが、その時点では古代太陽系文明の痕跡を発見できず、かわりにミケーネ帝国を滅亡に追いやっている。作中のような実力行使に出たのは今回が初の例であり、それまでは裏から手を回すことで文明を滅亡させていたようである。
最後にはアプリカント、インファレンス、レギュレイト、アリアの4名が一つの新たな「家族」という形で新生し、今まで行ってきた罪の償いとして、かつて自身が滅亡に導いた文明の生き残りを援助するため、地球圏より旅立っていった。
「ザ・データベース」の名称は地球側が命名したものであり、彼ら自身は「知の記録者」を名乗る。なお、知の記録者の存在は混乱を避けるために戦後もその存在は一般に公表されていなかったが、『W』のEDで引用されるカズマの自伝にはその名前が記されている。 

## ザ・データベース本星
ザ・データベースの本拠地である人工惑星。外殻は外部からの攻撃を排除するガードシステム。内部には工場プラントとデータバンクがあり、データバンクの中枢は第5惑星人の都市がモデルになっている。かつての太陽系第9惑星である冥王星宙域に位置する。

## 人物

### アリア・アドヴァンス
(Aria Advance)
外見年齢16歳。ザ・データベースの前線指揮官であり、アルムアルクスのパイロットである少女。額全体を覆うバンダナが特徴。シホミ、アカネ、ミヒロらを家族と呼び、一緒に暮らしたいと強く願っている。その一方でカズマを極端に敵視しており、いつも「馬鹿カズマ」と呼んでいる（ちなみにホリスのことは終始名前を呼ばないためにどう思っているのかは不明）。アリアという名前は、ブレスの三人目の子供が女の子だった時に付けようとした名前だったため、ブレスとシホミは彼女の名を聞いた時は非常に驚愕していた。
正体はアプリカントが自身の記憶にあるカズマのデータを基に造った人工生命体。そのためカズマとは双子、あるいは同一人物ともいえる。自らを創造したアプリカントのことを自分の父親と思っており、時々「パパ」と呼んでいる。なおアプリカントとは違い、アリアは機械式ではない。ミヒロたちに執着するのは、以前よりアプリカントからヴァルストークファミリーのことを聞かされていたことが理由である。
ヴェルターとの戦いで失敗を続けたことから、インファレンスやクリティックの判断により処分されそうになってしまうが、捕えられていたカズマ達や離反したレギュレイトと共に脱出。ヴァルザカードの乗員として共に戦うようになる。その後、カズマに家族として受け入れられたことから、かなり態度は軟化した。またミヒロから「アリ姉」と呼ばれるようになった。
ザ・データベースでの機械的な生活ゆえか、人間関係や男女関係などには極めて疎いようである。「姉」であるアカネよりも胸が大きく、戦闘カット時には揺れる。「ザ・データベース」という名称を気に入っているらしく、アプリカントと敵対した際に彼らをこの名称で呼んでいる。
彼女のスポット参戦時のステータスは第二部カズマのステータスと同一の値になっており、その時の精神コマンドもカズマのデフォルトの精神コマンドと同一のものとなっている。
専用BGMは「SOUL STRANGER」。

### インファレンス
(Inference)
知の記録者のプログラム。水色の髪をした若い男性で、カズマやアリアと外見年齢は近い。光を象ったかのような杖を手にした預言者然とした姿をとる。3つのメインプログラムの中では「推論者」として、記録プラントの行動を決定する司令の役割を持つ。戦闘時はスキエンティアを操る。
製造当初は記録者「レコーダー」であったが、機能不全を起こして感情を持つと共に、推論者「インファレンス」として行動するようになる。内面では感情の芽生えを自覚しているが、心のどこかで否定していたために、アプリカントが自分にとって大切な父親だという気持ちを素直に認めることが出来なかった。感情の発露の仕方は極端であり、前兆無しに突如激昂し、しかしすぐ冷静に戻るという形をとる。前述の理由から「父親」という存在に対する「息子」の在り様や関係性に興味を示すことが多く、自らの野心のために父親を陥れたシンクラインや、命を懸けて父の遺志を受け継ぐDボゥイとの対話において、その様子をうかがわせた。
人格のベースはカズマの知性的な面を元に構築されている。そのため普段は落ち着いた口調である（カズマがブレスの真似をしていたときの気障な口調に似る）。感情を表に出している時は気の立っている時のカズマにそっくりだが、本人ですら使わない下品な言葉を言うなど、オリジナルより過激な面を持つ。またカズマと異なり、ボン太くんに対しては「その愛らしさは危険」とある意味で好意的。
1周目の最終話では乗機のスキエンティアが撃破された後、自ら作り上げたサピエンティアを操り、自分を操ろうとしたクリティックをスキエンティアもろとも処分、「親父の遺志」を貫き通すため、最終ボスとしてノイ・ヴェルターと戦うことになる。また2周目の最終話では逆にクリティックに消去されかかるも、無事だったアプリカントと共にカズマらと共同戦線をとることになる。エンディングではアリアを妹、レギュレイトを母と認識するようになった。ちなみにカットインが二種類ある（スキエンティア搭乗時の汎用、サピエンティアの「ファートゥム・クレアーレ」使用時）。
専用BGMは「Eternal Memory」、「Knowledge Recorder」。

### クリティック
(Critic)
知の記録者のプログラム。刀を持った男性の姿をしている。3つのメインプログラムの中では「批評家」として、インファレンスの提案に対し助言や参考意見を述べ、指針を与える役割を持つ。ザ・データベースの中で唯一、ヴァルストークファミリーからのコピーではない。
少なくとも物語開始時より3862年より以前には、他のプログラムに先んじて感情（特に支配欲や独占欲）に目覚めており、批評という形を通じてインファレンスを陰から操るようになった。ザ・データベースが知を独占し文明の破壊を行うようになったのもクリティックの欲が原因といえる。
1周目の最終話ではインファレンスを操ろうとしていた意図を暴かれ、怒ったインファレンスによってスキエンティアごと消去される。2周目の最終話では逆に秘密裏に建造されていたサピエンティアを乗っ取り、知の独占を目的とし最終ボスとして登場する。敗北した際にはサピエンティアの爆発に伴う次元渦で本星とデータバンクを消し去ろうとしたが、ヴァルストークファミリーに阻止され、そのままサピエンティア諸共爆散した。
専用BGMは「Eternal Memory」。

### レギュレイト
(Regulate)
知の記録者のプログラム。紫色の長髪をもつ女性の姿をしており、簡素な無地のローブを身につけている。頭頂部にはアホ毛がある。3つのメインプログラムの中では調整者として、インファレンスの出した結論を調整する役割を持たされている。
温和な母親なような人格を持っており、他のプログラム同様、感情が芽生えている。アプリカントがアルムストラで前線に出る場合はレギュレイトも戦闘のサポートを行う。なお、外見や人格はブレスの意向でユウミ・アーディガンの若い頃を模しており、カズマはこの事に際して「宇宙の恥晒し」、大河長官は「男のロマンの一つの形」と評した。なお、ユウミは極端に内気な性格だったとのことだが、レギュレイト自身はそこまで内気な様子はない。
クリティックの策謀により消去されそうになるが、前もってアルムストラに機能を移送しており、復帰。その後、カズマとアリアと共にザ・データベースの基地から脱出し、ノイ・ヴェルターに合流する。ヴァルザカード完成以降は、機体の制御をサポートする。ザ・データベースの名前ありキャラの中では、唯一パイロット登録がない。
ちなみにカズマとアリアとの間に一瞬立ちかけたと思われた貴重な「フラグ」を「アリアはもう一人のカズマのようなもの」と釘をさしてポッキリ折った張本人でもある。

### アプリカント
(Applicant)
知の記録者の一員で、防衛部隊の指揮官。常に仮面をつけた男。観測者としての役割を持ち、プログラム達の整備を行う。そのためプログラムと違い実体を持っているが、その肉体は機械となっている。基本的にプログラム達の決定に従って行動しており、前線に出る時は戦艦アルムストラに搭乗する。
外見や戦い方から性格、口調までブレスと同じであり、ブレスの2000の秘技の一つ「死んだふり」あるいは「不意打ち」を披露した。そのため、一時期カズマ達からはブレス本人ではないかと疑われ、ノイ・ヴェルターの面々もオモイカネの分析などからそう判断していた。後述の事情からブレスの全てを受け継いでいるため当然ながら旧ヴェルターのメンバーの事前情報を持ち、ことにカズマに関しては操縦の癖や挙動まで読み切る完璧さだった。だが、データに頼りすぎたためカズマの成長に追い付けず、木星基地での脱出騒動でパンチを食らったのを皮切りにカズマに押されるようになり、最後には全力をもって望んだ戦闘でも敗北した。
正体はブレスが自分の全てをコピーして作ったアンドロイドであり、知の記録者を見守るための存在である。また万が一知の記録者に異常が生じた場合、宇宙で唯一ザ・データベースのみを残すための、ヴァルザカードとは異なるブレスの「保険」でもある。最終的には専用の機動兵器・ヴァルアルムを駆り、ヴァルザカードの前に立ちふさがる。
他のプログラムと違って当初から感情を持つように作られていたが、あえて機械のように冷徹に振舞っていたようである。ブレスと同様のユーモアセンスも受け継がれており、被弾時に『機動戦士ガンダム』のパロディを口にすることがある。
2周目の最終話「終わりなき旅路」では、サピエンティアの出現後に仮面を外した状態で現れ、そのままノイ・ヴェルターに加勢した（1周目でもサピエンティアの爆発前に突然現れ、爆発を止めている）。
敵でヴァルアルムに乗っている時のみ、カットインがある。専用BGMは、敵時は「Knowledge Recorder」、味方時は「SAIL ON FUTURE」。

### ディセイバー
アリアをベースに、地球の戦闘用コーディネイター技術などを加えて造り上げられた存在で、量産されている。アルムストラ・フィーニスやアルムアルクス・フィーニスに乗っている。アリアとは違い、感情を備えていない。外見は若年の人間であり、容姿はアリアやカズマに似ているが、性別はゲーム中明示されていない。

### ディスパー
兵士。戦闘台詞は全て英語。リースやストマの操縦を行う。クルーゾーやマオら選りすぐりのSRT要員をてこずらせるほどの白兵戦能力を有する。

## 機動兵器
「知の記録者」ことザ・データベースが運用している兵器群で、これまでに記録してきた技術を用いた強力な武装が施されている。ほとんどの機体に「特殊効果武器無効」と特殊効果武器を有するのが特徴。

### オープス
【ギリシア語で「目」】
知の記録者防衛用の無人戦闘機。性能こそ低いものの大量に生産され使い捨て前提で戦線に投入されるため、長期戦で真価を発揮する。製造は記録プラント内にて行われる。
「前の宇宙」からの出発時からすでに運用されていたが、マイナーチェンジを繰り返し第二次太陽系侵攻の際に運用されているのはバージョン28.6に当たる。
武装
ビームシューター
翼に懸架されているビーム砲。連射可能。
プラズマバスター
機体上部に固定装備されている大出力ビーム砲。長射程・高威力。

### ストマ
【ギリシア語で「口」】
近距離戦闘を得意とする亜人型の機体。ディスパーが搭乗している。
下半身には脚部の代わりに大推力のブースターが装着されているため機動力が高く、一気に間合いを詰めてくる。戦闘レンジはリースと比較して短く、この短所を補うためにリースと同時に戦線に投入される。動力源はヴァルホークと同じくプラズマドライブだが、機体のサイズは一回り大きく、これまでに遭遇した文明の兵器の長所を取り入れてバージョンアップを重ねている。
武装
アクティブミサイル
背部スラスターユニットから発射されるミサイル。
プラズマブラスターソード
脚部に当たる部分に格納されている斧型の剣。刃を出力して両手に一つずつ持ち、斬りかかった後連結して展開、プラズマエネルギーの大刃を出力して両断する。

### リース
【ギリシア語で「鼻」】
遠距離戦闘を得意とする亜人型の機体。ディスパーが搭乗している。
ストマと違い、砲撃時の姿勢を安定させるために脚部を装備した人型をしている。機動力は低いが装甲は厚い。長射程の武装を装備するが近接戦闘には弱く、ストマと同時に戦線に投入することでその短所を補っている。動力源はヴァルホークと同じくプラズマドライブだが、機体のサイズは一回り大きく、これまでに遭遇した文明の兵器の長所を取り入れてバージョンアップを重ねている。
武装
マグナガトリング
両腕に内蔵されたガトリング砲。
プラズマブラスターキャノン
背部に搭載されたエネルギー砲。大砲ではなく、カニのハサミのようにアームが付いている。背部ジェネレーターを展開して砲身を伸長、プラズマエネルギーを撃ちだす。

### アルムアルクス
【Arcus = ラテン語で「弓形・円弧」】
最初に現れたザ・データベースの人型機動兵器。アリアが搭乗する。動力源はヴァルホークと同じくプラズマドライブだが、搭載されているのは発展型。装備している砲門数が多く出力・火力においてヴァルホークを凌駕する性能を誇り、単独での大気圏離脱も可能。
その本来の役割は、ザ・データベースの暴走を抑える鍵であるヴァルザカードのパーツの一つである。「武器」への変形機構を持ち、防御時にはシールド、ディメンジョンブレイカーにおいては剣、エクサノヴァシュートにおいては変形後、分離して弓と小手となる。この際、大きさが変わっているのは『銀河旋風ブライガー』におけるブライガーと同様に、他次元に干渉を行うことで、質量保存の法則を無視しているため。左脚腿部には知の記録者のエンブレムがペイントされている。
武装
ルーメン・キルクルス
ルーナ・グラディウス先端部にリング状のエネルギー波を発生させて放つ。ブーメランのように複雑な軌道を描く。
ルーナ・グラディウス
突撃し連続して斬りつけ、次元制御によって完全同位体（分身）を作り出し一斉に襲い掛かりズタズタに引き裂いてトドメ。
必殺技
トートゥム・スクロペトゥム
肩と腰の砲門からビームを連続して放ち（それぞれ放たれるビームの形が違う）、ルーナ・グラディウスを含め全武装を正面に向け、エネルギーを集中させて大出力ビームを放ってトドメ。

### アルムアルクス・フィーニス
アルムアルクスの量産型。ディセイバーが搭乗する。アルムアルクス同様、全ての武器に特殊効果が付属されている。
フィーニスはヴァルザカードへの合体（もしくは変形による装備）が不可能な仕様になっている。

### アルムアルクス・ソムニウム
【Somnium = ラテン語で「夢」】
アルムストラとアルムストラ・フィーニスのリネーア・レクタ使用時にのみ登場。
データロードによって出現し、対象を捕まえたのち、アルムストラによって敵ごと切断される運命にある。いわば使い捨てのアルムアルクス。外見はアルムアルクス・フィーニスと同一。

### アルムストラ
【Stora = ラテン語で「格納」】 
ザ・データベースが使用するアルムシリーズの戦艦。主にアプリカントが操縦、レギュレイトがサポートを行う。
動力源はヴァルストークと同じくプロトンドライブであり、形状こそ大きく異なるがヴァルストークの兄弟艦に当たる。武装には始原文明エスの次元制御技術を応用しているため、単純な破壊力では地球製の兵器を上回る。
第2部の終盤、レギュレイトの機能を搭載した状態で、ザ・データベースの基地から脱出、ノイ・ヴェルターに合流する。ただし、直後にヴァルザカードへと合体するため、自軍での運用はできない。
アルムアルクス同様、ヴァルザカードのパーツの一つ。ほか、内部に整備用のメカを多数搭載しているらしく、ヴァルザカードの自主整備なども行える。
武装
機銃
イベントシーンで使用された。外装についている対人用。
ラートゥム・ラディウス
機体中央に位置するエネルギー主砲。光球を3発連続で射出、上空で合成したエネルギーがアプリカントのマスクの紋章を描いたのち、無数のビームとしてバラまかれる。
MAP兵器版も存在する。
リネーア・レクタ
アルムアルクス・ソムニウムを呼び出して敵を捕らえ、機体前部に展開したビームブレードで諸共両断する。
なお、エネルギー吸収の効果を持つ。

### アルムストラ・フィーニス
【Finis = ラテン語で「最後」】
アルムストラの最終生産型。オリジナル以上の性能を有するとアプリカントが豪語するだけあって、アルムストラより全ての性能がひと回り強化されている。フィーニスの例にもれず合体機構はオミットされている。武装は全てオリジナルに準ずる。アプリカントがこれで出撃してくるのはイベントを含め2回で、戦闘の機会は1回のみ。
量産もされておりディセイバーが操縦するが、ディセイバーが乗っているものはMAP兵器の「ラートゥム・ラディウス」を装備していないため、実質的には弱体化している。

### ヴァルアルム
アルムシリーズの最新型。名前どおり「ヴァル」シリーズと「アルム」シリーズの両方の特徴を備える機体で、「ヴァル」と「アルム」が合体しているヴァルザカードに対抗するために開発された超戦闘兵器。外見やコンセプトにおいて違いはあるがヴァルザカードの兄弟機にあたる。機体モチーフは「鷹」。一対一の戦闘で真価を発揮する仕様になっているほか、合体によって完成するヴァルザカードよりも強固な機体構造を持ち、動力源であるプラズマノヴァドライブが生み出す高出力・高機動を活かした格闘戦を得意とする機体になっている。また、クリティックの反乱を予見したアプリカントによってインファレンスのバックアップ機能を搭載している。
アプリカントの専用機として、ザ・データベース本星に向かうノイ・ヴェルターの眼前に立ち塞がったが、激戦の末に撃破された。
しかし実際はアプリカントがブレスから受け継いだ2000の秘技の1つ「死んだふり」によって生存しており、特に最終話「終わり無き旅路」では決戦の支援に駆けつけた。また、この際にはメインシステム制御を同乗するインファレンスが担当している（ただし精神コマンドはアプリカントのみ使用可能）。ザ・データベースの機体では唯一「特殊効果武器無効」を持たないが、敵の時は強化パーツ「ハウメアの護り石」によってそれを補っている。
武装
スフィアレーザー・フォーカス
脚部からレーザーを放ち、敵機の周りで軌道を曲げて狙い撃ちする。
リモートドリル・バースト
両肩からドリル付きのクラッシュギアのようなユニット「リモートドリル」を射出し、機体の両腕をクローモードに変形させ、保持した後リリースする。敵を貫通した後反転、再度突き刺して機体内部への攻撃を行い、敵機の内側から爆発させる。
必殺技
ファイナルホークストライク
両腕のクローを展開、ブーストし敵機へ体当たりした後クローで拘束、地面へ叩きつけ、両腕のクローで連続でえぐった後に右腕のクローでつかみ電撃攻撃。左腕のクローで天空へ叩き上げ、先回りして落ちてきた敵機をつかみ、地面へ叩き落した後に持ち上げて強烈な電撃（エネルギー攻撃？）を加えながらバラバラに引き裂く。

### スキエンティア
【Scientia = ラテン語で「知識」】
ザ・データベースの全てを制御するマスターシステム。胸部に蒼く巨大なクリスタル状のパーツがあり、ザ・データベースの全ての記録は本来ここに収納されている。これは「スキエンティアの心臓」と呼ばれ、記録プラント内のデータバンクの解凍コードと、インファレンス、クリティック、レギュレイトら3つの人工知能の本体が収められている。そのため「スキエンティアの心臓」の喪失は記録プラントの活動停止と同義である。
銀色に輝くケンタウロスのような姿をしており、その全長は284.5mとヴァルザカードをしのぐ。「前の宇宙」を出発したときより一度も改修を受けておらず、始原文明エスに由来する兵器の中でも群を抜く存在である。その戦闘力は極めて高く、単機で軍団規模の敵を相手に出来る性能を持つ。作中では3519年前にも獅子座文明に侵攻していたが、全く互角の力を持っていたゴライオンによって防がれた。「聖バレンタインの光」の原因の一つであり、ヴェルターを壊滅に追いやった。「知の記録者」の1万年にわたる活動の中で過去に出撃した例は数度しかないという。
なお、最終話が「終わり無き旅路」の場合のみクリティックによって製作された量産型タイプ（パイロットはディセイバーでMAP兵器がない）が4機、クリティックの取り巻きとして登場する。
武装
サルース・ルーメン
意味はラテン語で「救いの光」。両腕にエネルギーを集中、胸部を展開して撃つ。
サンクティオ・ハスタ
双頭の槍を召喚、突撃して連続で突き刺す。その後地面に叩き付け、やはり連続で突く。最後は出力を全開にし、星を貫通するほどのエネルギー刃で貫いてトドメ。

### サピエンティア
インファレンスが極秘裏に開発していた黄金の大型機動兵器。インファレンス、またはクリティックが操縦する。スキエンティアすら凌ぐ戦闘力を誇る、ザ・データベース最強の機体。大型のクローと胸部の巨大な顔、脚のない下半身が特徴。
最終話「果て無き未来への出航」ではインファレンスが、「終わり無き旅路」ではクリティックがそれぞれ使用する。どちらの話を経由しても最終的には修復され、個人を確立したインファレンスの乗機となる。
武装
アエテルヌム・ルーメン
「永遠の光」。機体各部を展開してビームを放ち、それを一度戻して合成、改めて放つ。
必殺技
ファートゥム・クレアーレ
クローで敵を捉えた後打ち上げ、両腕からエネルギーの巨大な刃を出力して真っ二つに切り裂く。インファレンス搭乗時のみカットインがある。

### ゲーム
- スーパーロボット大戦W

### 書籍
- 『スーパーロボット大戦W ザ・コンプリートガイド』メディアワークス、2007年。ISBN 978-4-8402-3875-5。
- 『スーパーロボット大戦W 完全解析ファイル』双葉社、2007年。ISBN 978-4-575-16464-0。